# Nafanga
Nafanga est une commune rurale du Mali de l'arrondissement central de Koutiala, dans le cercle de Koutiala et la région de Koutiala. La commune couvre une superficie de 274 kilomètres carrés et comprend 6 villages.

## Géographie
Le village de Karangasso, chef-lieu de la commune, est situé à 26 km au sud-est de Koutiala.

## Villages
- Dougouniona
- Kani
- Karangasso
- Nintabougoro
- Tianhirisso
- Zéguésso

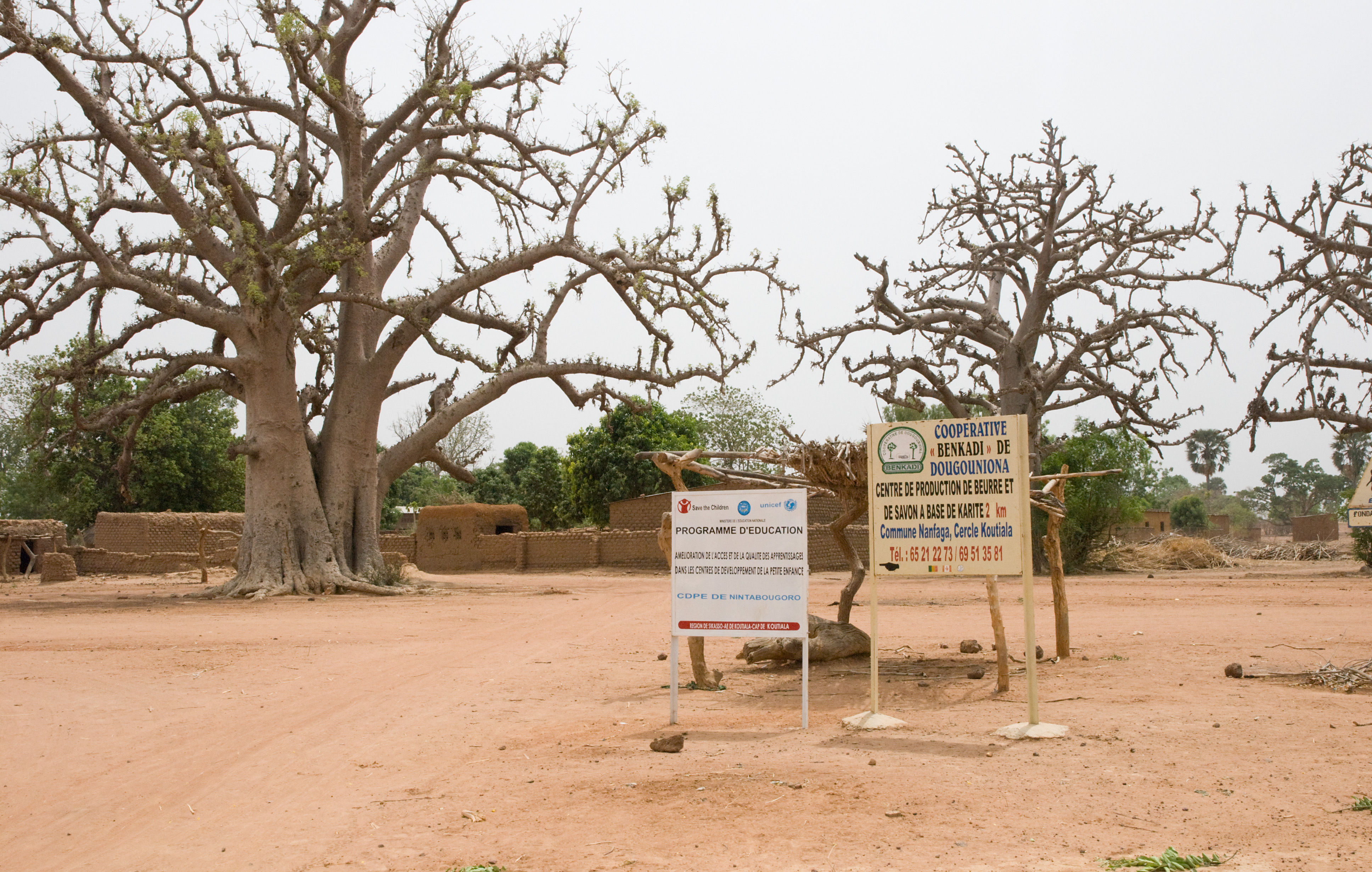
Scène de village à Nintabougoro (commune de Nafanga), avril 2015

Lors du recensement de 2009, il existait 9 273 habitants. 